# Horkos
Horkos (altgriechisch Ὅρκος Hórkos, deutsch ‚Eid‘, latinisiert Orcus, latein Iusiurandum) ist in der griechischen Mythologie die Personifikation der bindenden Kraft des Eides.
Bei Hesiods Theogonie ist Horkos ein Nachkomme der Göttin der Zwietracht Eris, seine Geschwister sind die Personifikationen Ponos (Mühsal), Lethe (Vergessenheit), Limos (Hunger), Algea (Schmerz), Hysminai (Schlacht), Machai (Kampf), Phonoi (Mord), Androktasiai (Gemetzel), Neikea (Hader), Pseudea (Lüge), Amphilogiai (Wortstreit), Dysnomia (Gesetzlosigkeit), und Ate (Verblendung). Er bringt größeres Verderben über die Menschen als alle seine Geschwister, wenn diese meineidig geworden sind. In den Werken und Tagen verfolgt er Richter, die aus Bestechlichkeit falsche Urteile fällen, zudem weihen sich ihm die Erinyen, die Rachegöttinnen.
Bei Hyginus Mythographus ist Iusiurandum Nachkomme des Aither und der Terra.
Aisopos erzählt in einer Fabel von einem Mann, der von einem Freund treuhänderisch Geld erhält, jedoch plant, das Geld für sich zu behalten. Auf dem Weg aus der Stadt begegnet ihm ein Lahmer, der sich als Horkos vorstellt und sagt, dass er jede Stadt nur alle dreißig bis vierzig Jahre besucht. Am nächsten Tag legt der Mann einen Eid darauf ab, das Geld gut zu verwalten. Als er darauf Horkos begegnet und dieser ihn an den Rand einer Klippe drängt, fragt er ihn, wie es sein kann, dass er ihm bereits am nächsten Tag wieder begegnet ist. Horkos entgegnet ihm darauf, dass er auch noch am selben Tag zurückkommen würde, wenn er dazu provoziert würde. Die Moral der Fabel ist, dass es keinen vorhersehbaren Zeitpunkt dafür gibt, wann der Meineidige von Horkos gestraft wird.
Da das Wort ὅρκος ursprünglich den Gegenstand bezeichnet, auf den ein Eid abgelegt wird, ist Horkos auch eine Bezeichnung des Styx, auf dessen Wasser die griechischen Götter ihre Eide ablegen.